# Huis Pignatelli

Wapenschild van de Pignatelli's

Het huis Pignatelli (ook bekend als Pignatelli Aragona Tagliavia Cortés) is een adellijk geslacht dat oorspronkelijk uit het koninkrijk Napels stamt.
Er bestaan verschillende hypotheses rond het ontstaan van de Pignatelli's; ze zouden afkomstig zijn uit Lombardije of afstammen van het hertogdom Benevento. Stamvader Lucio Pignatelli werd consul van Napels in 1102. De Italiaans-Spaanse adellijke familie had verschillende zijtakken (di Cerchiara, di Monteroduni, di Monteleone, di Noia, di Spinazzola, di Strongoli, di Montecalvo, di Bovalino) en bezat door huwelijken en erfenissen meer dan 180 leengoederen doorheen de geschiedenis. Bekende telgen van het geslacht zijn Antonio Pignatelli (1615-1700) (paus Innocentius XII) en Jozef Pignatelli; het geslacht Pignatelli telde ook vijf kardinalen, verschillende legeraanvoerders en onderkoningen van het Koninkrijk Sicilië. De Pignatelli's voerden door de geschiedenis veertien prinsentitels (waaronder die van Belmonte en van Noia), zestien hertogelijke titels (waaronder die van Bisaccia, van Monteleone en van Belmonte) en achttien grafelijke titels. Verschillende familieleden werden lid van de Orde van het Gulden Vlies of kregen de titel van rijksvorst of Grande van Spanje. Op 5 juli 1695 huwde Nicola Pignatelli (1658-1719) in Brussel met Maria Clara van Egmont. Na Maria Clara's dood gingen de bezittingen van de Egmonts (waaronder het prinsdom Gavere en het Egmontkasteel in de heerlijkheid Zottegem) daardoor over op de Pignatelli's (geslacht Egmont-Pignatelli met Procopo Pignatelli, Guido Felix Pignatelli en Casimir Pignatelli). Marie Françoise Pignatelli huwde in 1711 met Leopold Filips van Arenberg, die het Egmontpaleis kocht van zijn schoonbroer Procopo Pignatelli .